# Cal Po (Cervera)
Cal Po és una obra de Cervera (Segarra) protegida com a Bé Cultural d'Interès Local.

## Descripció
Casa entre mitgeres amb dos cossos horitzontals -un dels quals conté dos pisos-, i un sol eix vertical d'obertures. A la planta baixa, amb parament d'arrebossat simple, la porta s'obre mitjançant un arc rebaixat de pedra del qual destaca la clau, a manera de cartel·la, decorada amb volutes. Al primer pis, hi ha un balcó amb barana de ferro sense decoracions i una finestra de petites dimensions amb una única batent. Al segon pis, hi ha un balcó amb les mateixes característiques que el del primer pis. Els balcons, disposats en un mateix eix, estan separats per una motllura senzilla i per una tarja, són de llinda plana i estan emmarcats per motllures senzilles.
El parament de la façana és arrebossat imitant un aparell de carreus. Culmina la façana una petita obertura quadrangular a la zona de les golfes, mentre dos cadenes cantoneres delimiten els extrems de la façana.